# اچ‌ام‌اس سرف (پی۲۱۹)
اچ‌ام‌اس سرف (پی۲۱۹) (به انگلیسی: HMS Seraph (P219)) یک زیردریایی بود که طول آن ۲۱۷ فوت (۶۶ متر) بود. این زیردریایی در سال ۱۹۴۱ ساخته شد.